# Сичов Віталій Олександрович
Віталій Олександрович Сичов (рос. Виталий Александрович Сычов; 18 квітня 1990, м. Омськ, СРСР) — російський хокеїст, нападник.
Вихованець хокейної школи «Авангард» (Омськ). Виступав за «Авангард-2» (Омськ), «Автомобіліст» (Єкатеринбург), «Авто» (Єкатеринбург), «Локо» (Ярославль), «Іжсталь» (Іжевськ), «Аріада-Акпарс» (Волжськ), «Кристал» (Саратов), «Іжсталь» (Іжевськ), «Торпедо» (Усть-Каменогорськ), «Астана», «Бейбарис» (Атирау), «Дебрецен».